# Сјентао
Сјентао (仙桃) град је у Кини у покрајини Хубеј. Према процени из 2009. у граду је живело 246.243 становника.

## Становништво
Према процени, у граду је 2009. живело 246.243 становника.
| 1990.   | 2000.   | 2009    |
| ------- | ------- | ------- |
| 193.074 | 224.425 | 246.243 |